# Lijst van pioniers van de formele wetenschap
Deze lijst van pioniers van de formele wetenschap geeft een overzicht van enerzijds filosofen en wetenschappers, die denkbeelden hebben ontwikkeld over een soort formele wetenschap, anderzijds hen, die vernieuwend hebben gewerkt in en over de takken van de formele wetenschap: wiskunde, logica, methodologie, modelvorming, systeemwetenschap en classificatieleer. 

## A
- Russell L. Ackoff (1919), Amerikaans wetenschapsfilosoof en systeemwetenschapper.
- Gerard Alberts (1954), Nederlands historicus van wiskunde en informatica.
- Ingeman Arbnor (1949), Zweeds bedrijfskundige
- Aristoteles (384 v.Chr.-322 v.Chr.), Grieks filosoof.
- W. Ross Ashby (1903-1972), Brits psycholoog en systeemwetenschapper.

## B
- Francis Bacon  (1561-1626), Brits filosoof.
- Paul Bernays (1888-1977), Zwitsers wiskundige en logicus.
- Ludwig von Bertalanffy (1901-1972), Oostenrijks bioloog en systeemfilosoof.
- Evert Willem Beth (1908-1964), Nederlands filosoof en logicus.
- Björn Bjerke (1941), Zweeds bedrijfskundige
- Bernard Bolzano (1781-1848), Tsjechisch filosoof, logicus en wiskundige.
- George Boole (1815-1864), Brits wiskundige en logicus.
- Kenneth E. Boulding (1910-1993), Brits econoom en sociaal- en systeemfilosoof.
- Franz Brentano (1838-1917), Duits filosoof.
- Luitzen Brouwer (1881-1966), Nederlands wiskundige.

## C
- Georg Cantor (1945-1918), Duits wiskundige
- Rudolf Carnap (1891-1970), Duits filosoof
- Peter Checkland (1930), Brits bedrijfskundige en systeemdenker
- Alonzo Church (1903-1995), Amerikaans wiskundige en logicus
- Charles West Churchman (1913-2004), Amerikaans formeel- en systeem-wetenschapper
- Ernst Florenz Friedrich Chladni (1756-1827), grondlegger van de akoestiek
- Jacob Clay (1882-1955), Nederlands natuurkundige en logicus
- Auguste Comte (1789-1857), Frans filosoof
- Nicolaus Copernicus, (1473-1543), Duits sterrenkundige.
- Louis Couturat (1868-1914), Frans filosoof, linguïst, logicus en wiskundige.

## D
- Augustus De Morgan (1806-1871), Brits wiskundige en logicus
- René Descartes (1596-1650), Frans filosoof en wiskundige
- Melvil Dewey, (1851-1931), Amerikaans informatiewetenschapper

## E
- Euclides (ca. 325 v.Chr. - 265 v.Chr.), Grieks wiskundige
- Albert Einstein (1879-1955), Duits-Zwitsers-Amerikaans natuurkundige

## F
- Heinz von Foerster (1911-2002), Oostenrijks fysicus en cyberneticus
- Jay Forrester (1918), Amerikaans systeemwetenschapper
- James Franklin (1953 (?)), Australisch wiskundige
- Gottlob Frege (1848-1925), Duits filosoof, logicus en wiskundige
- Michael Faraday (1791-1867),Britse boekenbinder en natuurkundige

## G
- Kurt Gödel (1906-1978), Oostenrijks Amerikaans logicus en wiskundige.
- Adriaan de Groot (1914), Nederlands psycholoog en methodoloog.

## H
- Edmond Halley (1656-1742), Brits astronoom
- Georg Hegel (1770-1831), Duits filosoof
- Hermann von Helmholtz (1821-1894), Duits natuurkundige
- Gerard Heymans (1857-1930), Nederlands filosoof, logicus en psycholoog
- Arend Heyting (1898-1980), Nederlands wiskundige en logicus
- David Hilbert (1864-1843), Duits wiskundige
- David Hume (1711-1776), Schots filosoof en geschiedschrijver

## J
- William Stanley Jevons (1835-1882), Brits econoom en logicus.

## K
- Immanuel Kant (1724-1804), Duits filosoof.
- Johannes Kepler (1571-1630), Duits astronoom.

## L
- Kevin de Laplante (1967), Amerikaans wetenschapsfilosoof.
- Gottfried Leibniz (1646-1716), Duits universeel wetenschapper.
- Jules Lissajous (1822-1880), Frans natuurkundige.
- John Locke (1632-1704), Engels filosoof.
- Benedikt Löwe (1967 (?)), Duits wiskundige en logicus.

## M
- Ernst Mach (1838-1913), Duits fysicus en wetenschapsfilosoof.
- Gerrit Mannoury (1867-1956), Nederlands wiskundige en filosoof.
- John Stuart Mill (1806-1873), Engels filosoof en econoom.
- Gaspard Monge (1746-1818), Frans wiskundige.
- George Edward Moore (1873-1958), Engels filosoof.

## N
- Doede Nauta (1934), Nederlands logicus.
- John von Neumann (1903-1957), Amerikaans wiskundige
- Otto Neurath (1882-1945), Oostenrijks filosoof, econoom en socioloog
- Isaac Newton (1643-1727), Brits natuurwetenschapper

## O
- Wilhelm Ostwald (1853-1932), Duits chemicus en filosoof
- Paul Otlet (1868-1944), Belgisch bibliograaf

## P
- Talcott Parsons (1902-1979), Amerikaans socioloog
- Karl Pearson (1857-1936), Engels wiskundige
- Cees van Peursen (1920-1996), Nederlands filosoof
- Charles Peirce (1839-1914), Amerikaans formeel wetenschapper
- Henri Poincaré (1853-1912), Frans wiskundige en wetenschapsfilosoof
- Karl Popper (1902-1994), Oostenrijks Brits wetenschapsfilosoof
- Pythagoras (ca. 582 v.Chr. - 496 v.Chr.), Grieks wiskundige en wijsgeer

## Q
- Adolphe Quételet (1796-1874), Belgisch astronoom, socioloog en wiskundige

## R
- Anatol Rapoport (1911), Russisch mathematicus, psycholoog en systeemtheoreticus
- Hans Reichenbach (1891-1953), Duits wetenschapsfilosoof
- Bertrand Russell (1872-1970), Brits filosoof en wiskundige

## S
- Claude Shannon (1916-2001), Amerikaans elektrotechnicus en informatietheoreticus
- Herbert Simon (1916-2001), Amerikaans wetenschapper.

## T
- Alfred Tarski (1901-1983), Pools logicus.
- Alan Turing (1912-1954), Brits wiskundige en informaticus.

## V
- Andreas Vesalius (1514-1556), Brabants anatoom.
- Brian Campbell Vickery (1918), Brits informatiewetenschapper en classificatiedeskundige.

## W
- William Whewell (1794-1866), Brits filosoof.
- Alfred North Whitehead (1861-1947), Brits filosoof, natuurkundige en wiskundige.
- Norbert Wiener (1894-1964), Amerikaans wiskundige.